# Château de Wusterhausen
Le château de Wusterhausen (en allemand : Schloß Königs Wusterhausen) est un château situé à Königs Wusterhausen au sud-est de Berlin dans l'État du Brandebourg. Il est célèbre pour avoir été le lieu des fameuses tabagies du roi Frédéric-Guillaume Ier de Prusse.

## Histoire

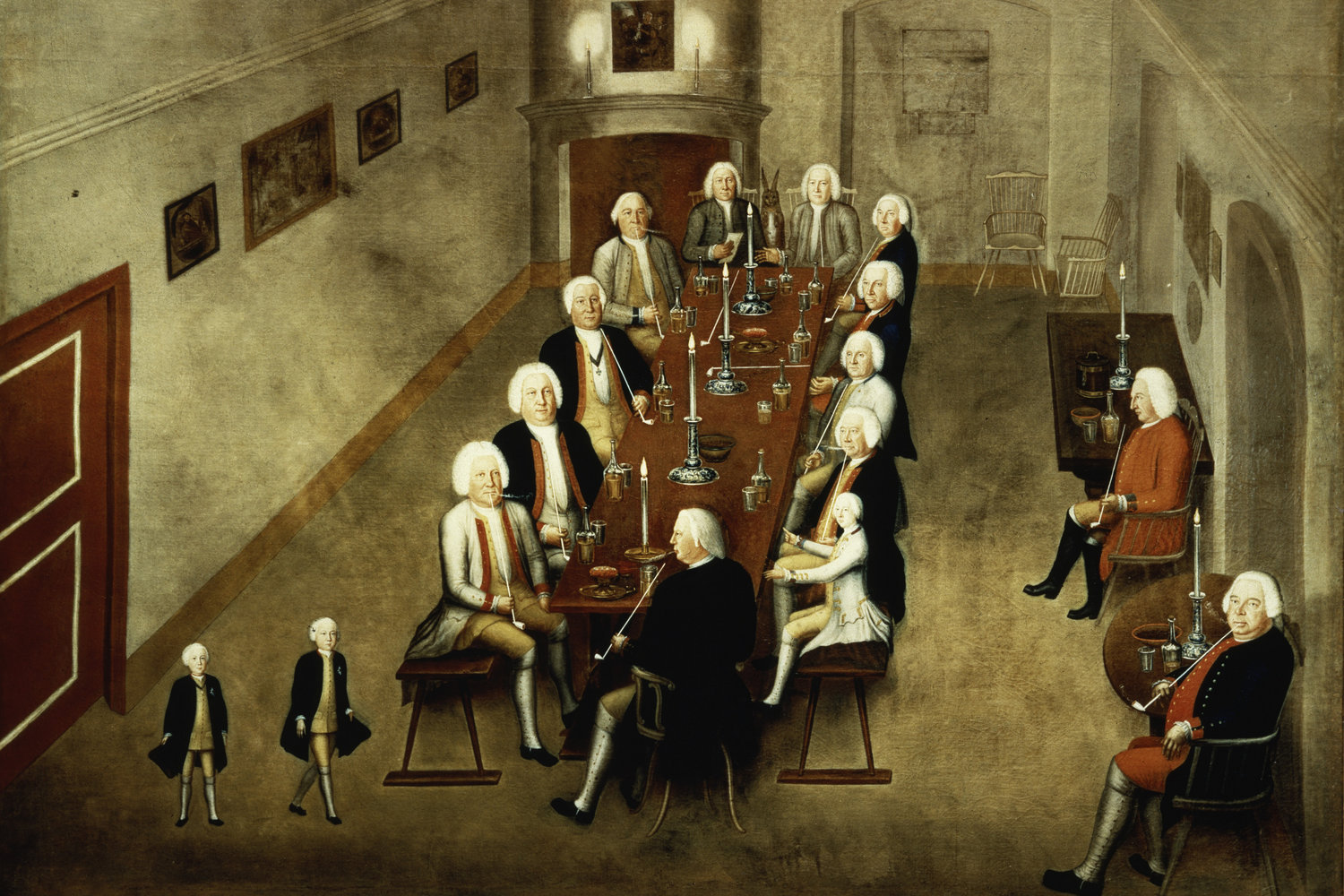
Tabagie du roi Frédéric-Guillaume à Wusterhausen

Le château se trouve à l'emplacement d'un Wasserburg mentionné en 1386. Il est acquis en 1682 par le grand électeur de Brandebourg, Frédéric-Guillaume Ier de Brandebourg, pour son fils le prince Frédéric Ier de Prusse qui le donne à son tour à son fils Frédéric-Guillaume Ier.
Frédéric-Guillaume avait des goûts plus simples que son père Frédéric Ier qui avait mis la Prusse au bord de la banqueroute avec la construction de châteaux à Potsdam et à Berlin. Il avait plaisir à se retrouver à Wusterhausen dont il faisait sa résidence d'été et où il allait souvent à la chasse. C'est seulement en hiver qu'il demeurait dans ses châteaux de ville. Il hérite du château en 1717 et toute sa vie, il aima se trouver au milieu de ses proches et de ses conseillers dans ses tabagies, réunions où l'on abordait - souvent après la chasse - tous les sujets en fumant de longues pipes et en buvant de la bière, sans aucun apparat. C'est l'une des rares réunions aristocratiques que le roi se permettait, car il préférait la compagnie de ses soldats et son cercle de famille.
Le roi fit arranger une réserve d'animaux de chasse le Tiergarten de Neue Mühle en 1725 qui donnait directement dans le parc. C'est au château que le roi signa le décret de 1730 qui envoya son fils, Frédéric, et le lieutenant von Katte devant le tribunal, menant le premier en prison et le second à l'échafaud.

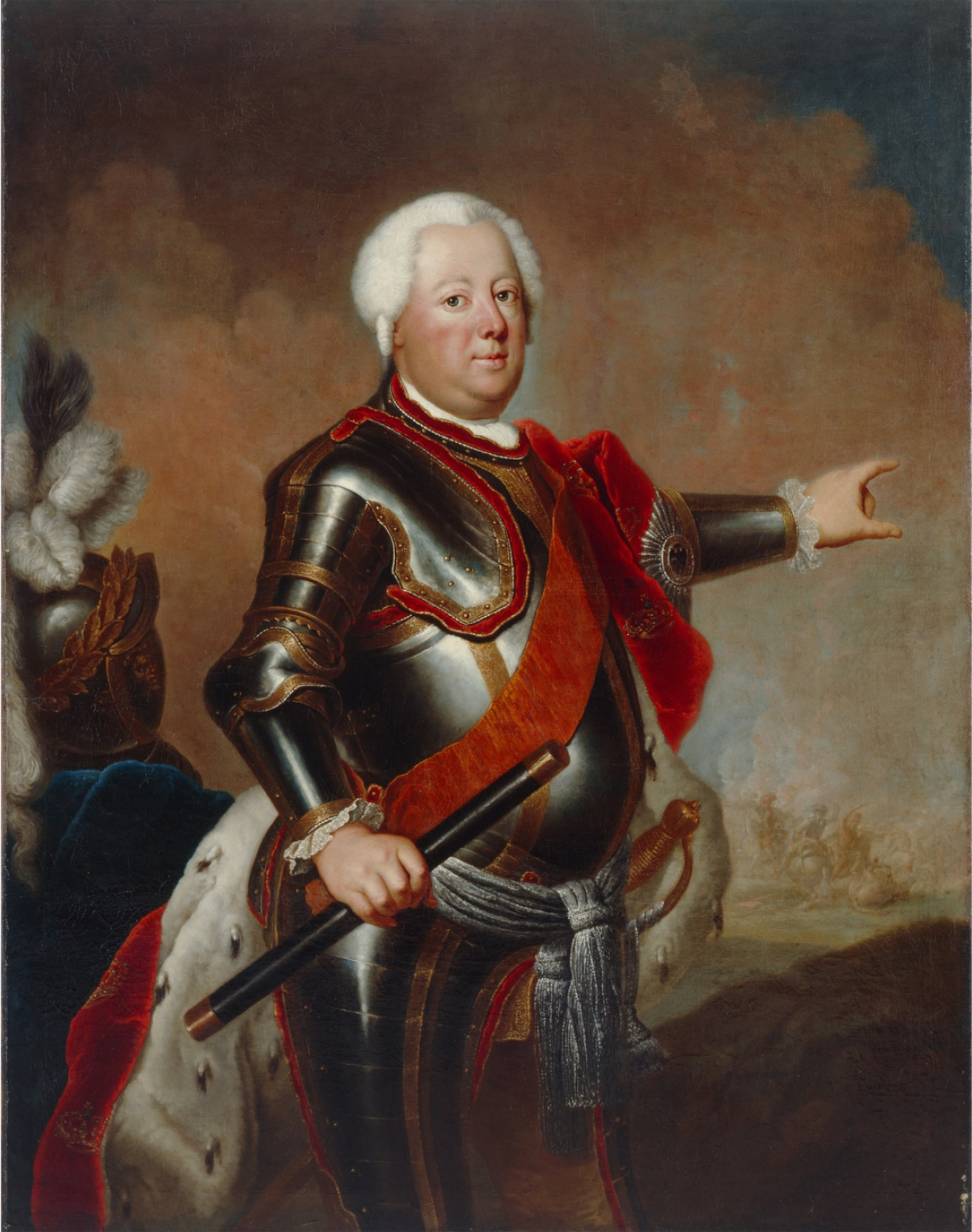
Frédéric-Guillaume, le roi-sergent, par Antoine Pesne (1733)

Il est donc compréhensible, qu'après la mort de son père en 1740, Frédéric II n'ait pas de bons souvenirs de l'endroit qui lui rappelait sa jeunesse malheureuse. Il préféra le château de Rheinsberg et ensuite le palais de Sanssouci. Le château est arrangé au XIXe siècle par différents Hohenzollern. La dernière grande chasse royale a lieu sous Guillaume II, en 1913. Le château devient un petit musée sous la république de Weimar, puis un hôpital militaire. Pendant l'époque de la République démocratique allemande, c'est le siège des organes du pouvoir local.
Le château a été restauré entre 1991 et 2000. C'est aujourd'hui un musée, ouvert aussi pour des concerts. Il est souvent[Combien ?] comparé par les historiens[Lesquels ?] de l'architecture au château de Demerthin.

## Galerie

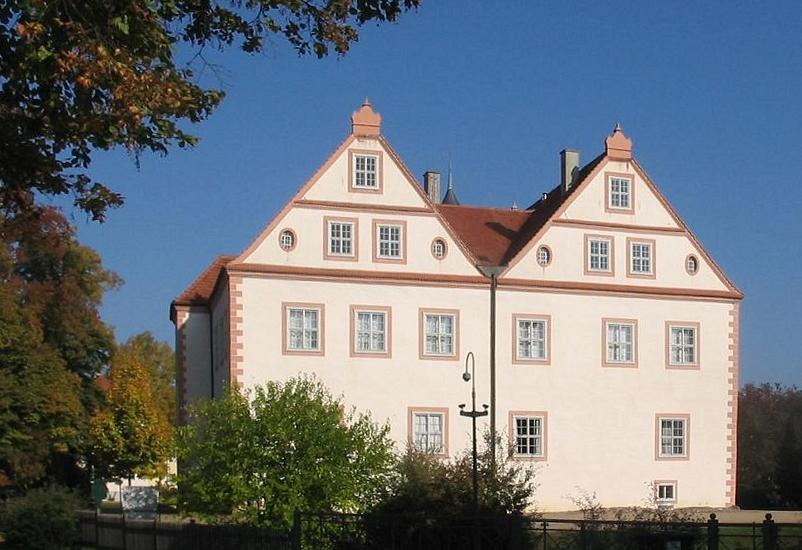
Façade arrière
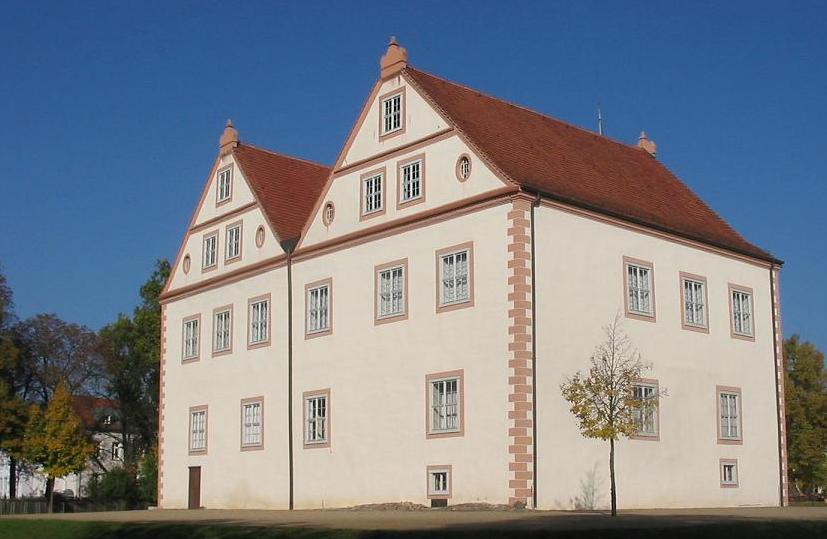
Vue de côté

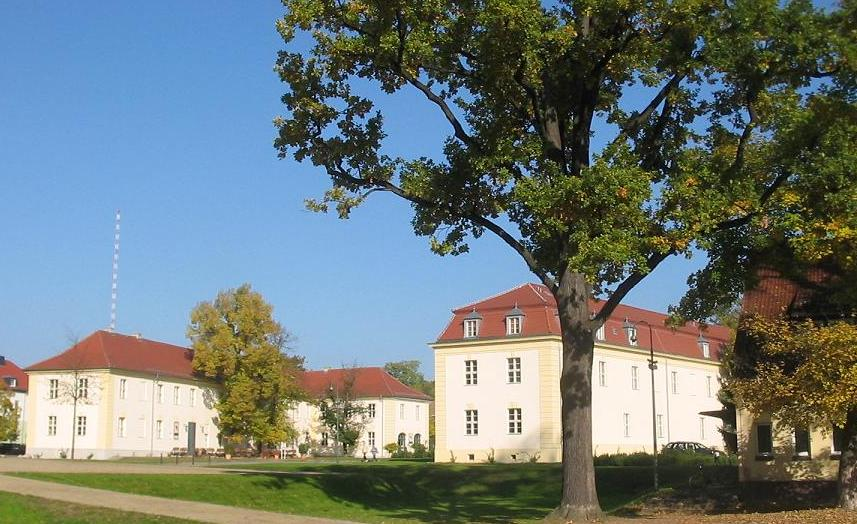
Maisons de la Garde
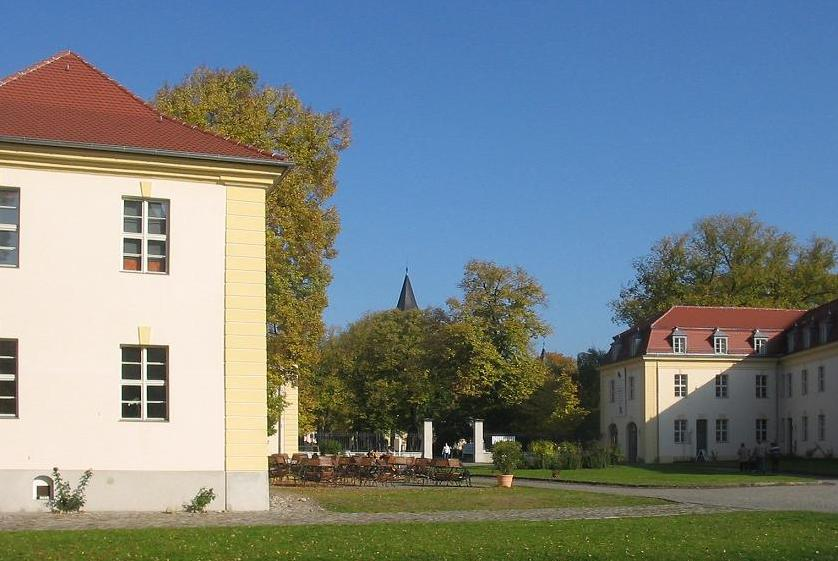
Cour de la Garde